# Phyllachora setariicola
Phyllachora setariicola är en svampart som beskrevs av Speg. 1885. Phyllachora setariicola ingår i släktet Phyllachora och familjen Phyllachoraceae.   Inga underarter finns listade i Catalogue of Life.